# Grădiștea, Ilfov
Grădiștea là một xã thuộc hạt Ilfov, România. Dân số thời điểm năm 2002 là 2892 người.